# Pavonia sapucayensis
Pavonia sapucayensis är en malvaväxtart som beskrevs av Hassler. Pavonia sapucayensis ingår i släktet påfågelsmalvor, och familjen malvaväxter. Inga underarter finns listade i Catalogue of Life.